# Berane
Berane er en by i Montenegro  med 11.073(2011) indbyggere. Berane er en slavisk by fra det 1800-århundrede, befolkningen er hovedsageligt serbere. Floden Lim løber gennem byen.